# Богоматерь Кармельская

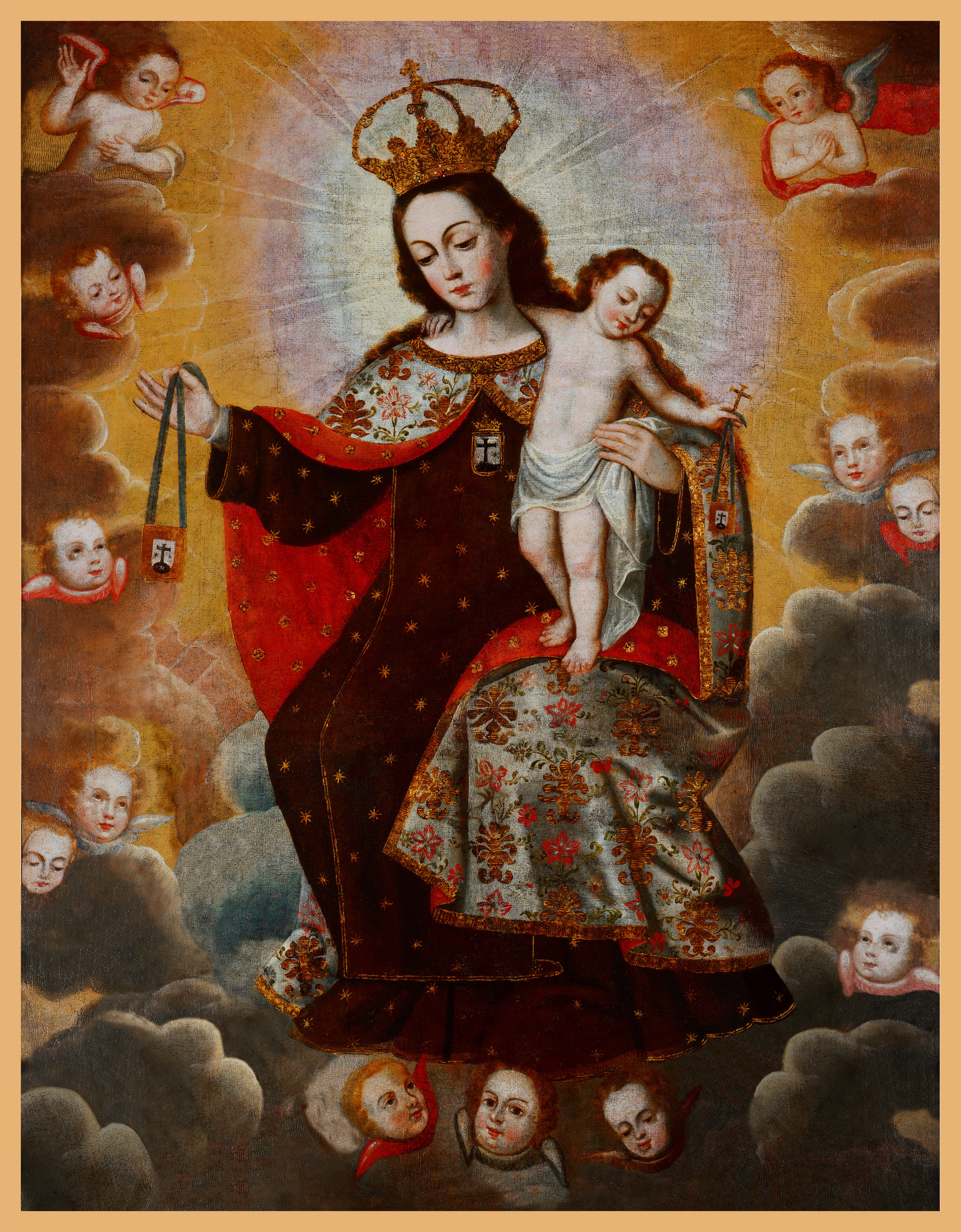
Богоматерь Кармельская в Куско, Перу (1650)

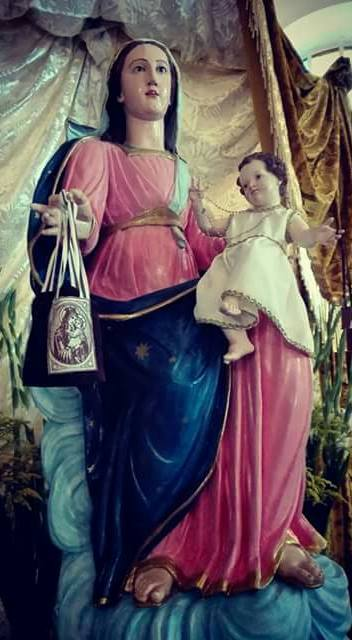
Богоматерь Кармельская в Аккуафондата, Италия

Богоматерь Кармельская, или Пресвятая Дева Мария с горы Кармель, или Скапулярная Богоматерь — образ Пресвятой Девы Марии, покровительницы кармелитов, возникший после явления Богоматери 16 июля 1251 года святому Симону Стоку, генеральному приору ордена. Почитание образа тесно связано с традицией ношения скапулярия кармелитов. Литургический праздник отмечается во всей Римско-католической церкви в день явления.
Первые кармелиты были бывшими рыцарями-крестоносцами, которые стали отшельниками и создали общину на горе Кармил на Святой Земле в конце XII — середине XIII века. В центре своего скита они построили часовню в честь Девы Марии. У кармелитов с самого начала было распространено почитание Богоматери, как своей покровительницы, что нашло отражение в полном названии ордена — Орден братьев Пресвятой Девы Марии с горы Кармил (лат. Ordo Fratrum Beatae Mariae Virginis de Monte Carmelo).
После явления Девы Марии святому Симону Стоку в середине XIII века, популярность культа Богоматери Кармельской росла, достигнув максимума в XV веке. Отчасти это было связано с получившей широкое распространение традицией ношения скапулярия коричневого цвета, который Богоматерь даровала кармелитам во время своего явления, как знак своего особого покровительства их ордену. Она обещала особую помощь в деле спасения тем, кто будет носить этот скапулярий при соблюдении определённых условий.
Месса в память о явлении Богоматери Кармельской впервые была отслужена в Англии во второй половине XIV века. Целью литургических торжеств было благодарение Девы Марии, покровительницы ордена кармелитов. Вероятно, учреждение праздника состоялось в Кембридже в 1374 году. Вначале днём торжеств было выбрано 17 июля, но из-за того, что на материке в этот день отмечали память святого Алексея, его перенесли на 16 июля. Гимн на латинском языке «Цветок Кармеля» (лат. Flos Carmeli) появился в это же время, как часть праздничного богослужения.
В Римско-католической церкви почитаются чудотворными несколько картин и статуй с изображением образа, например, Кармельская Богоматерь в Быдгоще. В честь образа также построено множество монастырей и церквей. В России церковь Девы Марии Кармельской находится в Гатчине. Богоматерь Кармельская является небесной покровительницей государства Чили.